# Grup (matemàtiques)

Les possibles manipulacions del cub de Rubik formen un grup.

Un grup és una estructura algebraica formada per un conjunt G d'elements on hi ha definida una operació binària, com pot ser la suma o el producte, i que compleix unes propietats determinades que es detallaran més endavant.
Molts objectes estudiats en matemàtiques tenen estructura de grup. Entre aquests es troben els nombres enters, els racionals, els reals i els complexos amb l'operació de la suma, així com els racionals, reals i complexos sense el zero amb l'operació del producte. També té estructura de grup el conjunt de les matrius quadrades no singulars amb el producte o el conjunt de les funcions invertibles amb la composició.

## Definició de grup
Un grup és un conjunt G on hi ha definida una operació binària {\displaystyle *:G\times G\rightarrow G} amb les propietats següents:
- {\displaystyle \exists e\in G\ \ \forall a\in G\ \ a*e=e*a=a} (existència d'element neutre)

- {\displaystyle \forall a\in G\ \ \exists b\in G\ \ a*b=b*a=e} (existència d'element invers)

- {\displaystyle \forall a,b,c\in G\ \ a*(b*c)=(a*b)*c} (associativitat)

Si a més G verifica la propietat addicional següent:
- {\displaystyle \forall a,b\in G\ \ a*b=b*a} (commutativitat)

es diu que el grup (G,*) és un grup abelià o commutatiu. Per indicar que un grup és abelià és comú notar l'operació binària pel símbol + en comptes de *.

### Definició alternativa
Es pot donar una definició alternativa de grup, que té l'avantatge que no conté existencials. Un grup és un conjunt G on hi ha definides tres operacions, una binària anomenada producte, una unària anomenada invers, i una zero-ària anomenada element neutre, notades respectivament
- {\displaystyle (a,b)\mapsto a*b}
- {\displaystyle a\mapsto a^{-1}}
- {\displaystyle e\,}

i que compleixen les propietats següents:
- {\displaystyle \forall a,b,c\in G\ \ a*(b*c)=(a*b)*c}
- {\displaystyle \forall a\in G\ \ a*e=e*a=a}
- {\displaystyle \forall a\in G\ \ a*a^{-1}=a^{-1}*a=e}

## Història
El concepte modern d'un grup abstracte es va desenvolupar a partir de diversos camps de les matemàtiques. La motivació original de la teoria de grups era la recerca de solucions d'equacions polinòmiques de grau superior a 4. El matemàtic francès del segle XIX Évariste Galois, estenent l'obra prèvia de Paolo Ruffini i Joseph Louis Lagrange, va donar un criteri sobre la resolubilitat d'una equació polinòmica en particular en termes del grup de simetria de les seves arrels (solucions). Els elements dels anomenats grups de Galois corresponen a certes permutacions de les seves arrels. Al principi, les idees de Galois van ser rebutjades pels seus contemporanis, i només es van publicar pòstumament. En particular, Augustin Louis Cauchy va estudiar grups de permutacions més generals. En el text Sobre la teoria de grups, i la seva dependència de l'equació simbòlica {\displaystyle \theta ^{n}=1} (1854) d'Arthur Cayley es dona la primera definició abstracta de grup finit.
La geometria va ser el segon camp en què es van utilitzar els grups de forma sistemàtica, especialment els grups de simetria dins del programa d'Erlangen de Felix Klein de 1872. Després que emergissin les noves geometries com ara la hiperbòlica i la projectiva, Klein va utilitzar la teoria de grups per organitzar-les d'una forma més coherent. Avançant encara més aquestes idees, Sophus Lie va iniciar l'estudi dels grups de Lie l'any 1884.
El tercer camps que va contribuir en l'estudi de la teoria de grups va ser la teoria de nombres. Carl Friedrich Gauß havia utilitzat implícitament algunes estructures de grups abelians en la seva obra de teoria de nombres Disquisitiones arithmeticae (1798), i Leopold Kronecker ho va fer de forma més explícita. Al 1847, Ernst Kummer va fer els primers intents de demostrar el darrer teorema de Fermat desenvolupant la factorització descrita per grups en nombres primers.
La convergència d'aquestes diverses fonts en una teoria unificada de grups va començar amb el llibre de Camille Jordan Traité des substitutions et des équations algébriques (1870). Walther von Dyck (1882) va introduir la idea d'especificar un grup a partir de generadors i relacions, i també va ser el primer a donar una definició axiomàtica d'un "grup abstracte", en la terminologia del seu temps. Durant el segle xx, els grups van guanyar un gran reconeixement gràcies a l'obra pionera de Ferdinand Georg Frobenius i de William Burnside, que van treballar en la teoria de la representació de grups finits, en la teoria de la representació modular de Richard Brauer i en els articles d'Issai Schur. La teoria dels grups de Lie, i més generalment dels grups localment compactes va ser estudiada per Hermann Weyl, Élie Cartan i molts d'altres. La seva contrapartida algebraica, la teoria dels grups algebraics, va prendre forma per primer cop gràcies a Claude Chevalley (a partir de finals dels anys 1930) i més tard gràcies a l'obra d'Armand Borel i Jacques Tits.
En l'Any de la Teoria de Grups de la Universitat de Chicago (1960-1961), es van unir diversos teòrics de grups com Daniel Gorenstein, John Griggs Thompson i Walter Feit, establint les bases d'una col·laboració que, amb l'ajuda d'altres matemàtics, donaria lloc a la classificació de grups simples finits. L'últim pas el van fer Aschbacher i Smith l'any 2004. Aquest projecte va excedir altres empreses prèvies per la seva magnitud, tant en l'extensió de les seves demostracions com en el nombre d'investigadors implicats. Encara avui en dia s'està fent recerca sobre la demostració d'aquesta classificació.

## Propietats bàsiques
De l'element {\displaystyle e} de la primera propietat se'n diu element neutre. Un grup només té un element neutre, perquè si suposem que té dos elements neutres {\displaystyle e_{1},e_{2}} aplicant dos cops la primera propietat tenim 
{\displaystyle e_{1}=e_{1}*e_{2}=e_{2}}
De l'element {\displaystyle b} de la segona propietat se'n diu element invers de {\displaystyle a}. La segona propietat afirma que cada element del grup té almenys un invers. A més tot element té com a màxim un invers, perquè si {\displaystyle a} tingués dos elements inversos {\displaystyle b_{1},b_{2}} llavors tindríem 
{\displaystyle b_{1}=b_{1}*e=b_{1}*(a*b_{2})=(b_{1}*a)*b_{2}=e*b_{2}=b_{2}}
Com que l'element invers d'un element {\displaystyle a} de G és únic el notem {\displaystyle a^{-1}}. L'invers del neutre és el neutre. L'invers de l'invers d'un element és ell mateix. Amb la nostra notació:
{\displaystyle (a^{-1})^{-1}=a}
Si {\displaystyle a,b\in G} llavors {\displaystyle (a*b)^{-1}=b^{-1}*a^{-1}} perquè tenim
{\displaystyle (a*b)*(b^{-1}*a^{-1})=e}
{\displaystyle (b^{-1}*a^{-1})*(a*b)=e}
(posar altres propietats bàsiques)

## Morfismes de grups
Siguin {\displaystyle (G,*)} i {\displaystyle (G',\cdot )} dos grups amb les seves respectives operacions. Hi ha moltes maneres d'assignar a cada element de {\displaystyle (G,*)} un element de {\displaystyle (G',\cdot )}. De entre totes les maneres que hi ha de fer això
{\displaystyle \phi :G\rightarrow G'}
anomenarem morfismes de grups a aquelles que verifiquen un "bon comportament" respecte de les estructures de grup de cada grup. Concretament anomenarem morfismes de grups a totes les aplicacions {\displaystyle \phi :G\rightarrow G'}
que verifiquen:
- {\displaystyle \forall x,y\in G\ \ \phi (x*y)=\phi (x)\cdot \phi (y)}

Els morfismes de grups no són aplicacions massa alocades. La idea és arribar a definir amb precisió què significa que dos grups siguin equivalents tot i no ser la mateixa cosa conjuntísticament parlant.
Primera propietat senzilla: si {\displaystyle e\in G} i {\displaystyle e'\in G'} són els respectius elements neutres i {\displaystyle \phi :G\rightarrow G'} és morfisme llavors {\displaystyle \phi (e)=e'}. Vegem-ho:
{\displaystyle e'=\phi (e)\cdot (\phi (e))^{-1}=\phi (e*e)\cdot (\phi (e))^{-1}=\phi (e)\cdot \phi (e)\cdot \phi (e)^{-1}}
{\displaystyle =\phi (e)\cdot e'=\phi (e)}
Moltes vegades aquesta propietat s'imposa en la definició de morfisme, però ja es veu que no cal.
Segona propietat senzilla: si {\displaystyle \phi :G\rightarrow G'} és un morfisme de grups, llavors {\displaystyle \phi (a^{-1})=(\phi (a))^{-1}}. Vegem-ho: 
{\displaystyle \phi (a)\cdot \phi (a^{-1})=\phi (a*a^{-1})=\phi (e)=e'}
{\displaystyle \phi (a^{-1})\cdot \phi (a)=\phi (a^{-1}*a)=\phi (e)=e'}

## Exemples de grups

### Grup simètric
Sigui X un conjunt qualsevol, i sigui {\displaystyle S_{X}} el conjunt de les aplicacions bijectives de X en X. Llavors {\displaystyle (S_{X},\circ )} és un grup on {\displaystyle \circ } és la composició d'aplicacions. L'element neutre n'és l'aplicació identitat, i la inversa d'una aplicació n'és l'invers en el grup. Aquest grup s'anomena grup simètric de X.
Si X és un conjunt finit de n elements llavors {\displaystyle S_{X}} té n! elements.
Si {\displaystyle (G,*)} és un grup qualsevol, llavors {\displaystyle (S_{G},\circ )} té algun subgrup isomorf a {\displaystyle (G,*)}. En altres paraules, tot grup es pot veure com a subgrup d'algun grup simètric.

### El producte de matrius2×2{\displaystyle 2\times 2}invertibles és un grup

#### El producte és intern al conjunt
En primer lloc, dues matrius són multiplicables si la primera té el mateix nombre de columnes que files de la segona. En realitzar el producte de dues matrius {\displaystyle 2\times 2} aquesta condició es compleix.
Les dimensions de la matriu obtinguda en multiplicar dues matrius corresponen al nombre de files de la primera i al nombre de columnes de la segona. Llavors, en multiplicar dues matrius {\displaystyle 2\times 2}, la matriu resultant és també una matriu {\displaystyle 2\times 2}.
En segon lloc, s'ha de demostrar que el determinant de la matriu obtinguda sigui 0, ja que això és una condició necessària per ser invertible. Per fer-ho es farà ús de la propietat següent: {\displaystyle \mid A\mid \cdot \mid B\mid =\mid A\cdot B\mid }. La qual enuncia que el producte de dos determinants de dues matrius és igual al determinant del producte de les matrius. Per tant, si es multipliquen dos determinants diferents de 0, el determinant de la matriu obtinguda serà diferent de 0.
En vista d'això, es confirma que el producte és tancat al conjunt.

#### Té element neutre
L'element neutre és la matriu {\displaystyle I={\begin{pmatrix}1&0\\0&1\end{pmatrix}}}, anomenada matriu identitat. Això es pot verificar comprovant que aquesta matriu satisfaci que {\displaystyle A\cdot I=I\cdot A=A} per a qualsevol matriu A del conjunt.
Sigui {\displaystyle A={\begin{pmatrix}a&b\\c&d\end{pmatrix}}}.
Efectivament, en operar I amb A per l'esquerra i per la dreta s'aconsegueix la matriu A, demostrant que la matriu identitat és l'element neutre.

#### Té element invers
Atès que s'ha establert que les matrius del conjunt són invertibles, existeix un element invers en el conjunt per a qualsevol matriu. Aquest element invers s'anomena matriu inversa i es calcula com:
{\displaystyle A^{-1}=\left({\frac {adj(A^{t})}{|A|}}\right)}

#### La divisió és sempre possible
Per a cada matriu A i B del conjunt, existeixen una matriu X i una matriu Y tals que {\displaystyle Y\cdot A=A\cdot X=B}. Aquestes equacions es verifiquen si es pren {\displaystyle Y=B\cdot A^{-1}} i {\displaystyle X=A^{-1}\cdot B}, ja que una matriu multiplicada per la seva inversa dona com a resultat la matriu identitat i una matriu multiplicada per la matriu identitat dona com a resultat ella mateixa. Per tant, el divisor per l'esquerra es calcula com {\displaystyle B\cdot A^{-1}} i el divisor per la dreta com {\displaystyle A^{-1}\cdot B}.

## Subgrups
Direm que {\displaystyle G'} és un subgrup de {\displaystyle G} si {\displaystyle G'\subseteq G} i {\displaystyle G'} té estructura de grup amb l'operació binària * de {\displaystyle G} (verifica les tres propietats de la definició de grup) i és tancat amb aquesta operació,
{\displaystyle \forall a,b\in G'\ \ a*b\in G'}
Si un grup és abelià aleshores els seus subgrups també ho són. A més tot grup conté un subgrup abelià. De fet el grup format per un sol element 
{\displaystyle G_{0}=\{e\}}
sempre és un subgrup de qualsevol grup i és abelià.

### Exemple de subgrup: Z(G)
Definim Z(G) (el centre de G) com:
{\displaystyle Z(G)=\{a\in G\ |\ \forall g\in G\ \ a*g=g*a\}}
L'objectiu és veure que {\displaystyle Z(G)} és un subgrup de {\displaystyle G}.
Per una banda sabem que: 
{\displaystyle Z(G)\subseteq G}
A més {\displaystyle Z(G)} és tancat per l'operació * de {\displaystyle G}, perquè si {\displaystyle a,b\in Z(G)} donat un {\displaystyle g\in G} qualsevol tenim 
{\displaystyle (a*b)*g=a*(b*g)=a*(g*b)=(a*g)*b=(g*a)*b=g*(a*b)}
Per tant, {\displaystyle a*b\in Z(G)}
Per veure que {\displaystyle Z(G)} té estructura de grup només cal veure que el neutre hi pertany (la qual cosa és certa per la primera propietat de grup i la definició de {\displaystyle Z(G)}) i que l'invers d'un element que hi pertanyi també hi pertany. Això és dir: 
{\displaystyle a\in Z(G)\ \Rightarrow \ \ a^{-1}\in Z(G)}
però ho podem justificar perquè tenim les identitats:
{\displaystyle a^{-1}*g=a^{-1}*(g^{-1})^{-1}=(g^{-1}*a)^{-1}=(a*g^{-1})^{-1}=}
{\displaystyle =(g^{-1})^{-1}*a^{-1}=g*a^{-1}}
Per com està definit és clar que {\displaystyle Z(G)} és un grup abelià.
Si {\displaystyle Z(G)=G} llavors resulta que {\displaystyle G} és un grup abelià. El recíproc també és cert.

### Subgrups relacionats amb morfismes
Donat un morfisme de grups {\displaystyle \phi :G\rightarrow G'} podem definir a {\displaystyle G} i {\displaystyle G'} els subgrups {\displaystyle \ker {\phi }\subseteq G} i {\displaystyle {\textrm {Im}}\ \phi \subseteq G'} de la següent manera:
{\displaystyle \ker {\phi }=\{x\in G\ |\ \phi (x)=e'\}}
{\displaystyle {\textrm {Im}}\ \phi =\phi (G)=\{y\in G'\ |\ \exists x\in G,\ y=\phi (x)\}}
A partir d'aquí es pot obtenir un resultat, conegut com el Primer Teorema d'Isomorfia:
{\displaystyle {\frac {G}{\ker {\phi }}}\cong {\textrm {Im}}\ \phi }

## Categoria dels grups
La categoria Grp, anomenada categoria dels grups, té per objectes els grups i per morfismes els morfismes de grups. Els isomorfismes d'aquesta categoria coincideixen amb els isomorfismes de grups.